# 那兀纳
那兀纳（14世纪—1366年），也作阿巫那、那嗯呐，是元朝末年福建泉州的阿拉伯人（一说波斯人），为亦思巴奚军后期的领袖。他是逊尼派穆斯林，曾担任泉州市舶提举司的市舶使。
元至正二十二年二月（1362年2月25日－3月26日），那兀纳在蒲氏家族的支持下，发动兵变，杀死泉州亦思巴奚军首领阿迷里丁，取而代之统治泉州。那兀纳在泉州大肆搶奪閩南人財物，燒殺擄掠，兴建华丽的清真寺，并从民间强征大批女性为妻妾，生活奢华，还对泉州民众施行暴政。另一方面，他继续率亦思巴奚军参加兴化的战争，在兴化屠戮甚多，最后导致原本与亦思巴奚结盟对抗惠安陈同和柳伯顺的莆禧林氏家族也反戈同陈、柳二族结盟。
由于那兀纳的亦思巴奚军持续与福建行省政府对抗，至正二十六年五月（1366年6月9日－7月8日），元朝福建行省平章政事陈友定的部队南下，兵临泉州。信仰什叶派的千户金吉于夜晚打开泉州西门，引陈友定的部队入城。于是，陈友定军占领泉州，俘虏那兀纳，将其装入槛车，送到元大都（今北京）处斩（另說处斩於福州），持续十年的亦思巴奚兵乱终于结束。